# Anseropoda aotearoa
Anseropoda aotearoa är en sjöstjärneart som beskrevs av McKnight 1973. Anseropoda aotearoa ingår i släktet Anseropoda och familjen Asterinidae.
Artens utbredningsområde är havet kring Nya Zeeland. Inga underarter finns listade i Catalogue of Life.